# Фоголино, Марчелло

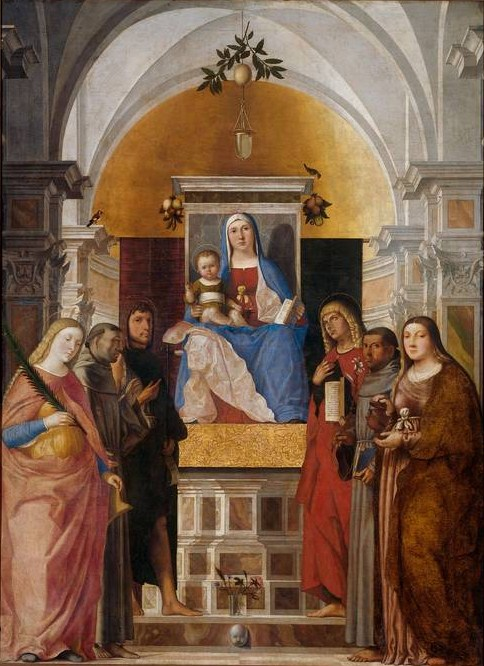
Мадонна с младенцем и святыми, 1510—1520

Марче́лло Фоголи́но (иногда Марсе́лло, итал. Marcello Fogolino; около 1485 — после 1548) — итальянский живописец эпохи Возрождения венецианской школы. Представитель маньеризма. Один из самых значительных вичентинских художников конца XV века.
Родом из Фриули. Родился, вероятно, в последней трети XV века, в начале творческого пути работал в г. Виченца в первой половине XVI века, под руководством Бартоломео Монтанья.
В 1520—1521 вернулся на родину во Фриули, создавал свои произведения под влиянием живописного стиля Джованни Порденоне.
Обвиненный в соучастии в убийстве в 1527 году был изгнан из Венеции и отправился в Тренто, где создал ряд фресок, в том числе, расписал дом Кацуффи, работы Марчелло Фоголино украшают замок Буонконсильо, дворцы Малпага, Сарданья и др.
в районе Трентино.
Одна из его ранних картин «Поклонение волхвов» в Гражданской картинной галерее (Museo Civico), старейшем музее г. Виченца интересна тем, что в пестром пейзаже художника сказываются, нидерландское и немецкое влияние.